# Louis Krempel
Louis Krempel, (auch Johann Friedrich Ludwig Krempel) (* 24. Januar 1821 in Wiesbaden; † 4. Juni 1869 ebenda) war ein deutscher Kaufmann und Mitglied des Nassauischen Kommunallandtags.

## Leben
Louis Krempel wurde als Sohn des Siebmachers Paul Krempel (1785–1848) und dessen Ehefrau Wilhelmine Amalie Seyfried (1796–1834) geboren. 
Nach seiner Schulausbildung erlernte er den Beruf des Siebmachers und war Chef im väterlichen Unternehmen. Nach dem Tod seines Vaters übernahm er 1849 das Geschäft.
1863 war er in Wiesbaden als Aussteller mit seinen Waren auf der nassauischen Kunst- und Gewerbe-Ausstellung vertreten.
Er betätigte sich kommunalpolitisch, kam 1851 in den Gemeinderat und war 1868 Mitglied im Wiesbadener Bürgerausschuss.
Im selben Jahr erhielt er ein Mandat für den nassauischen Kommunallandtag des preußischen Regierungsbezirks Wiesbaden, wo er Mitglied der Kommission für die Errichtung eines Provinzialfonds war. 
Wegen einer schweren Erkrankung fiel er während der ersten Sitzungsperiode häufig aus und wurde durch Johann Wilhelm Schirm, der sein Nachfolger im Amt wurde, vertreten. Noch vor Beginn der zweiten Sitzungsperiode verstarb er im Alter von 48 Jahren.
In der 1865 gegründeten Freiwilligen Feuerwehr in Wiesbaden war er gemeinsam mit A. Almenräder „Spritzenführer“ und mit Christian Gaab bildete er die Leitung der Feuerwehr.
Beide gehörten 1847 zu den Gründern des Turnvereins.